# ریپلی (حوزه سرشماری)، نیویورک
ریپلی (به انگلیسی: Ripley) یک منطقهٔ مسکونی در ایالات متحده آمریکا است که در شهرستان چاتاکوآ، نیویورک واقع شده‌است. ریپلی ۳٫۵۵ کیلومتر مربع مساحت و ۸۷۲ نفر جمعیت دارد و ۲۲۴ متر بالاتر از سطح دریا واقع شده‌است.